# Billy Branch
Billy Branch, eigentlich William Earl Branch, (* 3. Oktober 1951 in Chicago) ist ein Mundharmonika-Spieler des Chicago Blues.
William „Billy“ Branch wuchs in San Francisco auf und kehrte 1969 in seine Geburtsstadt zurück, wo er an der University of Illinois politische Wissenschaften studierte. Dort trat er einer Band von Lefty Dizz bei.

Als Beginn seiner professionellen Karriere gilt der Gewinn eines Mundharmonika-Wettbewerbes 1975, der dazu führte, dass Willie Dixon ihn in seine All Star Band aufnahm. Mit seiner Band Sons of Blues tourte er durch Europa und trat auf dem Berliner Jazz Festival auf. Der Bandname kam nicht von ungefähr, so spielten in der Band unter anderem Lurrie Bell, der Sohn von Carey Bell und Freddie Dixon, der Sohn Willie Dixons. 1984 konnte Branch sein erstes eigenes Album Where's My Money aufnehmen. Als Studiomusiker hat er an mehr als fünfzig Alben mitgewirkt; unter anderem spielte er mit Muddy Waters, Big Walter Horton, Son Seals, Lonnie Brooks, Koko Taylor, Johnny Winter und Albert King. Das Album Harp Attack!, das er mit seinen Mundharmonika-Kollegen Carey Bell, Junior Wells und James Cotton einspielte, erhielt den W.C Handy Award.

## Diskografie
- 1984 Where’s My Money
- 1990 Harp Attack
- 1992 Mississippi Flashback
- 1994 Live 82
- 1995 The Blues Keep Following Me Around
- 1998 Chicago Blues Sessions – Vol 22, Hubert Sumlin & Billy Branch
- 1999 Satisfy Me
- 1999 Superharps (mit James Cotton, Charlie Musselwhite, Sugar Ray Norcia)
- 2001 Chicago’s Young Blues Generation (mit Lurrie Bell) Reissue Original – 1982
- 2004 Double Take mit Kenny Neal
- 2004 Don’t Mess With the Bluesmen
- 2019 Roots and Branches